# 法蘭西斯·亞斯理
法蘭西斯·亞斯理（1745年8月20日—1816年3月31日）是循道衛理宗在美國設立的教會的兩位首任會督之一。
法蘭西斯·亞斯理出生於英國史丹佛郡哈姆斯特德橋的一戶循道衛理宗家庭，其母對其宗教信仰及靈性發展有重要影響。他於18歲成為傳道人，並於22歲被按立。1771年，法蘭西斯·亞斯理自願前往英國當時在美利堅的殖民地傳道。1776年美國獨立革命爆發時，21歲的亞斯理是留在美利堅的唯一一位循道衛理宗教士。
在殖民地和新獨立的美國生活的 45 年間，亞斯理畢生致力於事工，騎馬和乘坐馬車千里迢迢地前往邊境地區的人們那裡。儘管他自己的正規教育有限，他一生仍創辦了幾所學校。

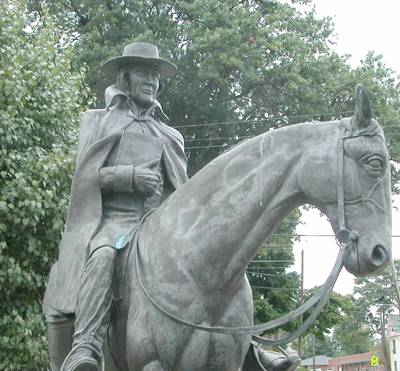
位於肯塔基州威爾莫爾的法蘭西斯·亞斯理雕像

1784年，約翰·衛斯理任命亞斯理和托馬斯·科克為美利堅工作的共同督察——這標誌着美以美會的開端。往後的32年中，亞斯理一直都在領導美利堅的循道人。
與衛斯理一樣，亞斯理不放過任何可以傳道的機會，不論是在法院、酒館、煙館、田野還是廣場，只要有人群聚集且願意聆聽，他便向衆人傳道。在他餘下的生命裡，亞斯理平均每年行走約10萬公里，幾乎每天都在傳道、主持聚會和會議。在他的領導下，教會從1200名教徒發展到擁有21.4萬名教徒和700位巡迴傳道人，傳道足跡遍佈各地。

### 童年和青春期
法蘭西斯·亞斯理 (Francis Asbury) 於 1745 年 8 月 20 日出生於英格蘭斯塔福德郡的哈姆斯特德橋。他的父母是伊麗莎和約瑟夫·阿斯伯里。 在他出生的第二年，他們全家搬到桑德威爾大巴爾的一間小屋。這所小屋現在仍然屹立不倒，並作為阿斯伯里主教小屋博物館開放。 
1748 年 5 月，亞斯理的姐姐莎拉 (Sarah) 在他全家搬到大巴爾不久後去世了。 當時亞斯理還不到三歲。 亞斯理後來寫道，他的母親伊麗莎「是一位非常感性的女人」； 隨著他姐姐的去世，她「陷入了深深的悲痛之中……多年來一直沒有從中解脫」，並且「生活在非常黑暗的日子和地方」。幾年後，隨著巡迴傳教士（浸信會或衛理公會教徒）在復興巡迴演出中拜訪巴爾，她發現了一種新的基督教信仰。 從那時起，她開始每天閱讀聖經，並鼓勵她的兒子也這樣做。 
亞斯理的父親沒有相信基督教信仰，他似乎有酗酒或賭博的問題。但亞斯理形容他的父親是個「勤勞」的人，也支持妻子的信仰和見證，並允許他們每週日在小屋中舉行衛理公會的聚會。 
在亞斯理的童年時期，隨著工業革命席捲該地區，西米德蘭茲郡正在經歷巨大的變化。 伯明翰和黑礦區不斷發展的工廠和工作崗位吸引了大批工人湧入該地區。 亞斯理一家住在一間與一家酒館相連的小屋 （页面存档备份，存于）裡。由於這屋位於礦山和工廠之間的主要道路上，因此他們很容易便意識到該地區普遍存在的飲酒、賭博、貧困和不良行為。 
亞斯理就讀於附近小村莊 Snail's Green 的一所捐贈學校。 由於他母親的宗教信仰，他與嘲笑他的同學們相處得不好。 在 1740 年代，溫斯伯里及周邊地區發生了廣泛的反衛理公會騷亂，到了 1750 年代，更發生了大量迫害。 因此他也不喜歡他的老師，一有機會便離開了學校。
亞斯理對宗教產生了濃厚的興趣，早在七歲時就感受到了上帝。 他住在離布羅姆維奇諸聖教堂不遠的地方，該教堂在達特茅斯衛理公會伯爵的讚助下，為福音派牧師愛德華·斯蒂林赫斯特提供生計。 由於他們的關係密切，斯蒂林赫斯特邀請了當時一些最重要的傳教士和神學家作為訪問傳教士。 其中包括約翰·弗萊徹、約翰·瑞蘭、亨利·維恩、約翰·森尼克和本傑明·英厄姆。 亞斯理的母親鼓勵亞斯理在衛理公會會面韋德斯伯里，最終與其他四名會面並一起祈禱的年輕人加入了一個「樂隊」。 對他們來說，一個典型的星期天是早上 5 點有佈道會、上午在教區教堂有聖餐，然後在下午 5 點再次參加佈道會。 
亞斯理在 13 歲時找到了他的第一份正式工作。 他為當地的紳士服務，後來他將他們描述為「教區中最不虔誠的家庭之一」。 但他很快就離開了他們，據信他最終在 Old Forge Farm 為 Thomas Foxall 工作，在那裡製造金屬製品。 他與 福克斯爾的兒子亨利成為了好朋友。 他們的友誼在亨利·福克斯爾 (Henry Foxall) 移居美國殖民地後繼續存在。 在那裡，他繼續從事金屬工作，並在喬治城（現為華盛頓特區的一部分）建立了鑄造廠教堂 （页面存档备份，存于）。
亞斯理開始在當地佈道，並最終成為代表衛理公會事業的巡迴傳教士。 

### 亞斯理在美國的工作
22 歲時，亞斯理正式被約翰衛斯理選為巡迴傳教士。 這些職位被稱為勸誡者，通常由年輕的未婚男子擔任。 1771 年，亞斯理自願前往英屬北美。 他在殖民地的第一次佈道是在史泰登島伍德羅的衛理公會會眾中進行的。 在殖民地的頭 17 天，阿斯伯里在費城和紐約佈道。 第一年，他擔任衛斯理的助手，在 25 個不同的定居點傳道。 1775 年美國獨立戰爭爆發時，他和詹姆斯·登普斯特 (James Dempster) 是僅有的留在美國的英國衛理公會平信徒牧師。

“早年在北美，亞斯理主要關注居住在特拉華河和切薩皮克灣之間東岸的追隨者。亞斯理是梅爾森家族的好朋友，在他的巡迴演出中多次成為他們的客人。當美國革命切斷了美國十三個殖民地與英國之間的傳統聯繫是，亞斯理為了他的宗教信條和原則，和試圖遠離席捲全國的政治和軍事熱情，宣布他將為了保持萌芽中的衛理公會會眾保持中立，不支持英國或新成立的美利堅合眾國政府，並敦促他的所有追隨者也這樣做。這一要求幾乎使他的所有追隨者，尤其是那些生活在馬里蘭州的追隨者處於尷尬的立場。因為馬里蘭州頒布了一項法律，要求所有公民宣誓效忠新成立的美國國會。 除此之外，它還規定所有在其境內的非居民也必須宣誓效忠。 那些拒絕的人以叛國罪被立即監禁。 亞斯理在宣布中立後逃往特拉華州，因為在那裡宣誓效忠不是必需的。 他在馬里蘭州的追隨者遭受了誓言支持者的怨恨。"阿斯伯里在戰爭期間一直躲藏起來，偶爾冒險回到馬里蘭州。
1780 年，亞斯理遇到了自由人亨利·黑哈里·霍西爾。 霍西爾擔任他的司機和嚮導，儘管霍西爾不識字，但亞斯理在旅途中大聲朗讀聖經中的長篇段落時，霍西爾能記住這些段落，並最終憑藉自己的能力成為了一位著名的傳教士，他是第一位直接向美國白人會眾傳教的非裔美國人。 

### 帳篷大會
1800 年的秋天，亞斯理在從肯塔基州前往田納西州期間參加了 1800 年其中一個復興活動。 長老會和衛理公會的聯合聖餐儀式給亞斯理留下了深刻的印象。 其中包括與會者在場地上露營或在會議廳周圍的馬車裡睡覺。 他在日記中也記錄了這些事件，顯示了宗教復興主義與帳篷大會之間的關係。這些記錄後來成為 19 世紀前沿衛理公會的主要內容。 

### 按立並祝聖為主教
1784 年，約翰·衛斯理 (John Wesley) 任命亞斯理 (Asbury) 和托馬斯·柯克 (Thomas Coke) 為美國工作的共同主管。 那一年的聖誕大會標誌著美國衛理公會聖公會的開始。 正是在這次會議期間，亞斯理被柯克按立。 
在接下來的 32 年裡，亞斯理領導著美國所有的衛理公會教徒。 他建立執政委員會的想法遭到威廉·麥肯德里、傑西·李和詹姆斯·奧凱利等知名人士的反對, 然而,他的領導地位並沒有受到挑戰。  最終，根據柯克的建議，他於 1792 年成立了一個可以派代表參加的大會，作為建立更廣泛支持的一種方式。

### 他的旅程
和衛斯理一樣，亞斯理在無數地方佈道：法院、酒館、煙草店、田野、公共廣場，只要有群眾願意聚集在一起聽他講道。 在他的餘生中，他平均每年騎行 6,000 英里，並幾乎每天都在佈道並主持會議。 在他的領導下，教會成員從 1,200 人增加到 214,000 人，並有 700 名被任命的傳教士。 他任命的人中有費城的理查德·艾倫 (Richard Allen)，他是美國第一位黑人衛理公會牧師，後來創立了非洲衛理公會聖公會，這是美國第一個獨立的黑人教派。 另一位非裔美國人是丹尼爾·科克 (Daniel Coker)，他於 1820 年移居塞拉利昂，成為那裡第一位來自西方的衛理公會牧師。 亞斯理還在 1806 年秋天任命了彼得·卡特賴特 (Peter Cartwright)。 

### 健康轉差和離世
1813 年，亞斯理寫下了他的遺囑。 這是實現“教會歷史上最大的成員增長”的時代。 1814 年，他的健康狀況開始惡化，病倒了。 1816年，他開始恢復體力，繼續他的傳教之旅。 他於 3 月 24 日“在弗吉尼亞州亞斯理發表了他最後一次佈道”，並於 3 月 31 日“在弗雷德里克斯堡附近喬治·阿諾德的家中去世”。 
亞斯理主教在弗吉尼亞州斯波西瓦尼亞縣去世。 他被安葬在巴爾的摩的奧利弗特山公墓，靠近約翰埃默里主教和貝弗利沃主教的墳墓。

### 作為傳教士的能力
據報導，在美國歷史上一個激動人心的時期，亞斯理是一位非凡的傳教士。 傳記作家 Ezra Squier Tipple 寫道：「如果作為上帝認可的使者以權威說話；如果擁有帶有天堂印記的證書……如果當他將號角舉到嘴邊時全能者吹響了風；如果有意識上帝的永恆存在感，上帝的召喚者，上帝的恩膏者，上帝的審判者，並將其投射到言語中，這將使他的聽眾顫抖，恐懼地融化他們，並使他們像死人一樣倒下；如果成為並做到這一切將使一個人有資格被稱為偉大的傳教士，那麼亞斯理就是一位偉大的傳教士。」